# Irena Morawska
Irena Morawska z domu Jaźwińska, ps. Agnieszka Neyk (ur. 14 czerwca 1954 w Ciechanowie, zm. 23 sierpnia 2022) – polska dziennikarka, reporterka, scenarzystka filmowa.

## Życiorys
Córka Mieczysława Jaźwińskiego i Marii z d. Hack. Absolwentka Technikum Gastronomicznego, a następnie Akademii Wychowania Fizycznego, po studiach pracowała jako nauczyciel wychowania fizycznego w jednej z warszawskich szkół. W latach 1985–1990 dziennikarka „Nowej Wsi” (pod ps. Agnieszka Neyk). Od 1990 do 1999 w dziale reportażu „Gazety Wyborczej”, gdzie zajmowała się głównie tematyką społeczną, opisując przemiany społeczne po 1989 w Polsce. Zajmowała się także tematyką zagraniczną (np. Jak Emilię z Kalabrii od złej pani wykradłam, 1997; jeden z najgłośniejszych reportaży lat 90.). Od 2000 wraz z mężem, Jerzym Morawskim (także dziennikarzem), zajmowała się realizacją filmów i seriali dokumentalnych.
Jej reportaże były drukowane także we francuskiej i niemieckiej antologii polskiego reportażu literackiego. Dla szwedzkiego radia zrealizowała godzinny dokument o polskich robotnicach Symfonia poziomkowa.
Mieszkała w Warszawie – Radości.

## Nagrody
- Nagroda „Rzeczpospolitej” im. Dariusza Fikusa w kategorii „Twórca w Mediach” (wespół z Jerzym Morawskim; za serial dokumentalny Serce z węgla – 18 odcinków; 2001);
- Nagroda Główna „Złoty Nurt – Wydarzenie Nurtu” (Festiwal Form Dokumentalnych „Nurt”, Kielce; wespół z Jerzym Morawskim; za film Czekając na sobotę; 2011)
- Dyplom Honorowy (Festiwal Mediów „Człowiek w zagrożeniu”; wespół z Jerzym Morawskim; za film Czekając na sobotę; 2011).

## Reportaże prasowe
- Deszcz omija Lisków (1992)
- Diabeł spacerował po niebie (1992)
- Windą na śmierć (1993)
- Dusze w poczekalni (1995)
- Kiedyś odrosną nam włosy (1995)
- Miasteczko jak kryminał (1995)
- Motyl na Manhattanie (1995)
- Białe pianino z czarnymi nogami (1996)
- Było piekło, teraz będzie niebo (1996)
- Opatrzność przy produkcji prochu (1996)
- Pokój dla cudzoziemca (1998)
- Luiza wdowa idzie na „Dług” (2000)
- Ballada o silnym zabarwieniu proletariackim (2004)

## Książki
- Było piekło, teraz będzie niebo. Zbiór reportaży z lat 1993–1998 (reportaże; Prószyński i S-ka 1999, ISBN 83-7180-294-3; wydanie II zmienione, jako: Było piekło, teraz będzie niebo: Wydawnictwo Dowody na Istnienie – Fundacja Instytut Reportażu 2015, ISBN 978-83-938112-4-3; wstęp: Małgorzata Szejnert)

## Teksty w książkach zbiorowych
- Kraj raj. Piszą reporterzy „Gazety” (wybór reportaży: Małgorzata Szejnert; Oficyna Wydawnicza „Rytm” 1993, ISBN 83-85-2493-4-6);
- Jak Emilię z Kalabrii od złej pani wykradłam, [w:] To nie mój pies, ale moje łóżko. Reportaże roku 1997; Prószyński i S-ka 1998, ISBN 83-7180-877-1.
- Luiza wdowa idzie na „Dług”, [w:] 20 lat nowej Polski w reportażach według Mariusza Szczygła (Wydawnictwo Czarne 2009, ISBN 978-83-7536-143-8);
- Ballada o silnym zabarwieniu proletariackim, [w:] Made in Poland. Antologia reporterów Dużego Formatu (wybór tekstów, redakcja: Włodzimierz Nowak, Mariusz Burchart; Agora S.A. 2013, ISBN 978-83-268-1253-8);
- Jak Emilię z Kalabrii od złej pani wykradłam, [w:] 100/XX. Antologia polskiego reportażu XX wieku. Tom 2 1966-2000 (pod redakcją Mariusza Szczygła; Wydawnictwo Czarne 2014, ISBN 978-83-7536-724-9).

## Twórczość filmowa

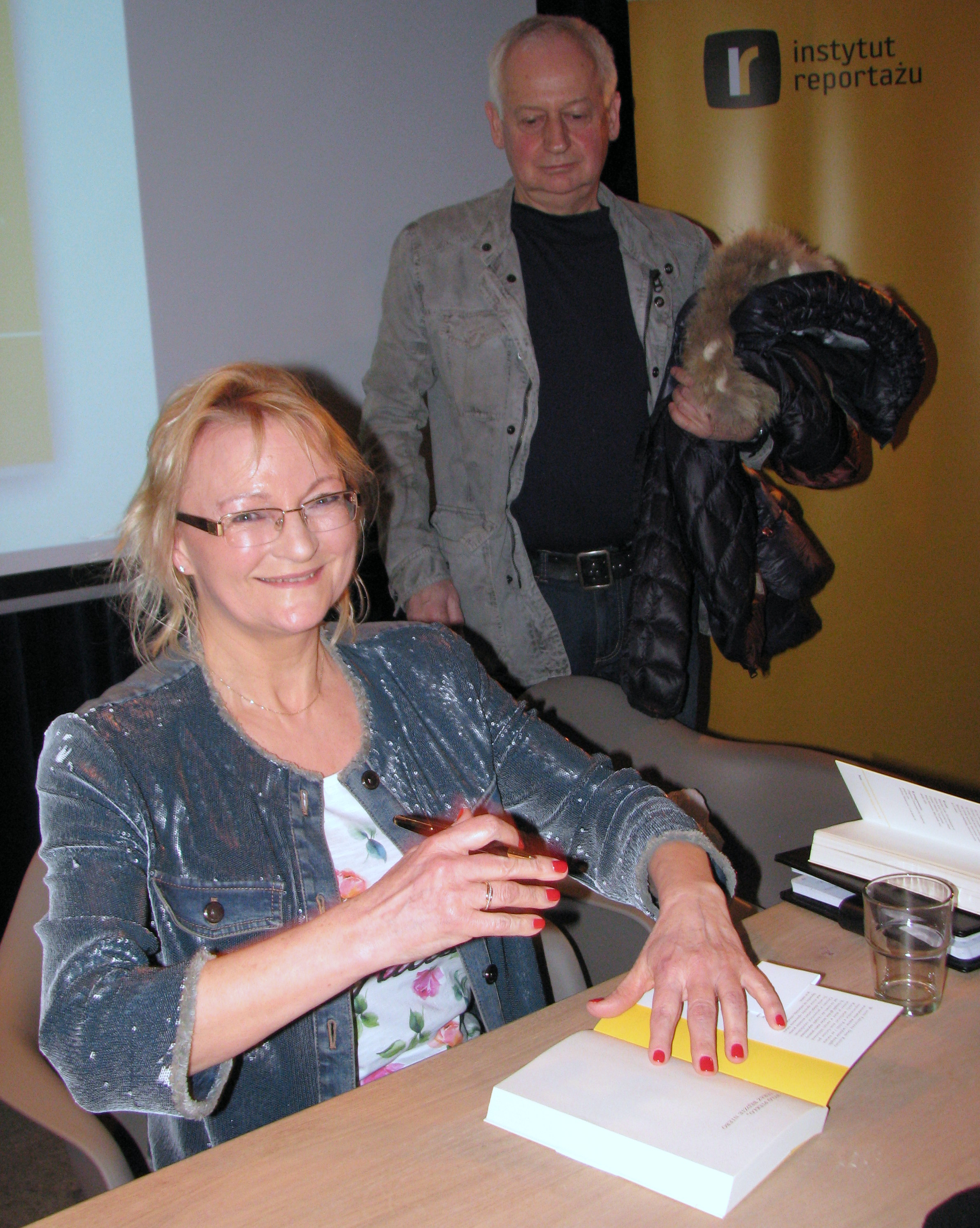
Irena i Jerzy Morawscy
– Warszawa, 5 marca 2015

- Mgła (film fabularny w reż. Ireny Kamieńskiej; autorka scenariusza, wespół z Ireną Kamieńską; 1993);
- Egzekucja (film dokumentalny w reż. Jerzego Krysiaka i Jerzego Morawskiego; autorka scenariusza; 2000);
- Serce z węgla (telenowela dokumentalna; scenariusz, reżyseria wespół z Jerzym Morawskim, komentarz; 2001);
- Ballada o lekkim zabarwieniu erotycznym (telenowela dokumentalna; scenariusz, reżyseria wespół z Jerzym Morawskim, komentarz; 2003);
- Kochankowie z Internetu (telenowela dokumentalna; scenariusz, reżyseria wespół z Jerzym Morawskim, komentarz; 2006);
- Benek (film fabularny w reż. Roberta Glińskiego; autorka scenariusza, wespół z Jerzym Morawskim; 2007);
- Futboliści (film dokumentalny; scenariusz, reżyseria wespół z Jerzym Morawskim; 2008);
- Czekając na sobotę (film dokumentalny; scenariusz, reżyseria wespół z Jerzym Morawskim, producent wykonawczy; 2010);
- Chłopaki do wzięcia (telenowela dokumentalna; scenariusz, reżyseria wespół z Jerzym Morawskim, producent wykonawczy; 2012);
- Kochani recydywiści (film dokumentalny; scenariusz, reżyseria wespół z Jerzym Morawskim, producent; 2013);
- Czas wojowników (serial dokumentalny; scenariusz, reżyseria wespół z Jerzym Morawskim, producent wykonawczy; 2013).
- Drwale i inne opowieści Bieszczadu (serial dokumentalny; scenariusz, reżyseria wespół z Jerzym Morawskim, 2015–2016)[4]